# Saint-Colomban-des-Villards
 Saint-Colomban-des-Villards  é uma localidade e comuna francesa, na região de Ródano-Alpes, departamento de Saboia, no distrito de Saint-Jean-de-Maurienne e cantão de La Chambre.